# Настасівська сільська рада
Наста́сівська сільська́ ра́да — адміністративно-територіальна одиниця та орган місцевого самоврядування в Тернопільському районі Тернопільської області. Адміністративний центр — село Настасів.

## Загальні відомості
Настасівська сільська рада утворена в 1939 році.
- Територія ради: 35,43 км²
- Населення ради: 1 816 осіб (станом на 2001 рік)
- Територією ради протікає річка Синюха

## Населені пункти
Сільській раді підпорядковані населені пункти:
- с. Настасів

## Населення
Згідно з переписом УРСР 1989 року чисельність наявного населення сільської ради становила 1969 осіб, з яких 885 чоловіків та 1084 жінки.
За переписом населення України 2001 року в сільській раді мешкало 1808 осіб.

### Мова
Розподіл населення за рідною мовою за даними перепису 2001 року:
| Мова       | Відсоток |
| ---------- | -------- |
| українська | 99,89 %  |
| білоруська | 0,06 %   |

## Склад ради
Рада складається з 15 депутатів та голови.
- Голова ради: Блащак Дарія Павлівна

### Керівний склад попередніх скликань
| Прізвище, ім'я, по батькові | Основні відомості                                                 | Дата обрання | Дата звільнення |
| --------------------------- | ----------------------------------------------------------------- | ------------ | --------------- |
| Блащак Дарія Павлівна       | Сільський голова, 1957 року народження, освіта вища               | 26.03.2006   | 31.10.2010      |
| Блащак Дарія Павлівна       | Сільський голова, 1957 року народження, освіта вища, позапартійна | 31.10.2010   |                 |

Примітка: таблиця складена за даними сайту Верховної Ради України

### Депутати
За результатами місцевих виборів 2010 року депутатами ради стали:

#### За суб'єктами висування
| Суб'єкт висування | Кількість обраних депутатів | %   |
| ----------------- | --------------------------- | --- |
| Самовисування     | 20                          | 100 |

#### За округами
| № округу | Прізвище, ім'я, по батькові     | Дата визнання обраним | Освіта             | Партійна приналежність | Відомості про обраного депутата                          |
| -------- | ------------------------------- | --------------------- | ------------------ | ---------------------- | -------------------------------------------------------- |
| 1        | Городиський Микола Михайлович   | 31.10.2010            | середня спеціальна | позапартійний          | ПАП «Агропродсервіс», інженер-електрик                   |
| 2        | Смоляк Степан Михайлович        | 31.10.2010            | середня            | позапартійний          | Настасівська загальноосвітня школа, оператор котельні    |
| 3        | Волянюк Андрій Вікторович       | 31.10.2010            | середня            | позапартійний          | тимчасово не працює                                      |
| 4        | Мируцький Ярослав Степанович    | 31.10.2010            | середня            | позапартійний          | ПТУ № 10, студент                                        |
| 5        | Грицишин Володимир Васильович   | 31.10.2010            | середня            | позапартійний          | ПТУ № 10, студент                                        |
| 6        | Куріла Михайло Григорович       | 31.10.2010            | вища               | позапартійний          | Настасівська загальноосвітня школа, вчитель              |
| 7        | Смоляк Володимир Федорович      | 31.10.2010            | середня спеціальна | позапартійний          | СТО Надзбруччя «Лада», слюсар                            |
| 8        | Джинджиристий Василь Федорович  | 31.10.2010            | середня            | позапартійний          | ПТУ № 10, студент                                        |
| 9        | Бондар Ярослав Андрійович       | 31.10.2010            | середня            | позапартійний          | ПТУ № 10, студент                                        |
| 10       | Андрійчишин Андрій Іванович     | 31.10.2010            | незакінчена вища   | позапартійний          | ТНЕУ, студент                                            |
| 11       | Куций Іван Михайлович           | 31.10.2010            | середня            | позапартійний          | ПТУ № 10, студент                                        |
| 12       | Кравець Павло Васильович        | 31.10.2010            | незакінчена вища   | позапартійний          | ТНПУ, студент                                            |
| 13       | Зозуляк Марія Іванівна          | 31.10.2010            | середня спеціальна | позапартійна           | Настасівська сільська рада, секретар                     |
| 14       | Коцюруба Віктор Володимирович   | 31.10.2010            | середня            | позапартійний          | ПТУ № 10, студент                                        |
| 15       | Джинджиристий Андрій Васильович | 31.10.2010            | незакінчена вища   | позапартійний          | Тернопільський комерційний економічний інститут, студент |
| 16       | Хомишин Андрій Васильович       | 31.10.2010            | середня            | позапартійний          | Тернопільський технічний коледж ім. І.Пулюя, студент     |
| 17       | Беднаж Богдан Васильович        | 31.10.2010            | незакінчена вища   | позапартійний          | ТНТУ, студент                                            |
| 18       | Прендота Андрій Іванович        | 31.10.2010            | незакінчена вища   | позапартійний          | ТНТУ, студент                                            |
| 19       | Горбач Віталій Ярославович      | 31.10.2010            | середня            | позапартійний          | тимчасово не працює                                      |
| 20       | Кравець Михайло Васильович      | 31.10.2010            | вища               | позапартійний          | Йосипівська загальноосвітня школа, вчитель               |

## Видання
Настасівська сільська рада видає «Настасівський вісник», видання якого ініціював краєзнавець Богдан Пиндус. На кінець 2016 року вийшло вже 15випусків.